# La Maison du chat-qui-pelote
La Maison du chat-qui-pelote (na famosa tradução brasileira da Comédia Humana Ao "Chat-qui-pelote") é um romance de Honoré de Balzac surgido em 1829. Faz parte das Cenas da vida privada.
Inicialmente intitulado Gloire et Malheur (Glória e Desgraça), esse curto romance redigido em 1829 veio a público em 1830 por Mame-Delaunay e teve outras quatro edições e revisões até a última edição Furne em 1842, que foi ela mesma corrigida indefinidamente e que saiu com o título atual. 
Abrindo a série de estudos de costumes, esse texto tem uma função inaugural à medida que ele anuncia todos os grandes temas balzaquianos. "É ao mesmo tempo um desafio teórico, maravilhoso em sua discrição, (...) às restrições genéricas da novela e do romance. Pois esta novela é também um romance, com sua dureza, sua profundidade, seu horizonte de personagens secundários e seu ritmo ascendente-descendente que será aquele dos grandes conjuntos como César Birotteau, por exemplo."
Segundo Paulo Rónai, Ao "Chat-qui-pelote" "é uma história de amor, a representação de uma grande paixão romântica, 'dessas que só se veem nos romances' [...] mas a sorte desta paixão é determinada pelos antecedentes sociais e educacionais dos protagonistas, 'como só se vê na vida' [...]. Em muitas obras do escritor encontraremos assim um germe romântico semeado no solo da realidade."

## O arqueólogo de Paris
Balzac apresenta com uma precisão escrupulosa um quartier de Paris (que ele conhece bem, pois morou lá na época de suas obras de juventude) e a vida de seus habitantes, da maioria de seus comerciantes. A rua du Petit Lion e o quartier da rue de Saint-Denis são o centro do comércio de tecidos e passamanaria, que era a atividade dos avós do escritor: os Sallambier. Além da descrição minuciosa da rua, descreve uma casa em estilo enxaimel da qual até mesmo as janelas têm um caráter arqueológico e cujo "madeiramento, grosseiramente trabalhado, teria merecido um lugar no Conservatório de Artes e Ofícios". Balzac nos informa sobre a significação do título: Chat-Qui-Pelote. Trata-se de um quadro de um gosto duvidoso que apresenta um gato jogando pelota, quer dizer, na definição da época: rebatendo uma bola (pelota) com uma raquete. "O animal segurava com uma das patas dianteiras uma raqueta tão grande quanto ele, e erguia-se sobre as patas traseiras a fim de aparar uma enorme bola que lhe atirava um gentil-homem, agaloado de ouro." As práticas dos comerciantes para atrair a clientela são, assim, estudadas retrocedendo no histórico do comércio parisiense: "convém aqui observar que essas insígnias, cuja etimologia parece estranha a mais de um negociante parisiense, são os quadros mortos de quadros vivos com auxílio dos quais nossos espertos antepassados haviam conseguido atrair fregueses para as suas casas. Assim, a Porca-que-Fia, o Macaco-Verde, etc. foram animais engaiolados cuja habilidade maravilhava os passantes, e cuja educação provava a paciência do industrial do século XV." Na cruzada dos artistas do século XIX contra o vandalismo de Paris, Balzac investe de forma bem original na defesa desses testemunhos arqueológicas mais humildes, mas, de seu ponto de vista, tão importantes quanto os grandes monumentos: casas estreitas, ruas pequenas, anúncios modestos, isto é, a arte e as tradições populares em grande parte presentes no Museu Carnavalet.

## Balzac sociólogo e moralista
Se há uma moral nessa fábula (comparável a "Le Bal de Sceaux"), é talvez que há milhares que não se casam, no sentido próprio e no figurado. A educação de Augustine (Augustina na edição brasileira), filha do comerciante de tecidos Guillaume, não se harmonizará com os hábitos do artista aristocrata Théodore (Teodoro) de Sommervieux, por mais bela e amável que seja a moça. Trata-se aqui menos de uma diferença de nascimento (como aquela que separa as filhas do Pai Goriot e o faubourg Saint-Germain) ou de fortuna (como aquela entre Lucien de Rubempré e Clotilde de Grandlieu), do que de uma maneira de ser, de uma "cultura", de uma compreensão da vida. "Educadas para o comércio, habituadas a só ouvir raciocínios e cálculos tristemente mercantis [...] suas ideias não tinham adquirido grande descortino." A bela Augustina, totalmente cega, totalmente perdida em um mundo que não é o seu, por maior que seja sua boa vontade, jamais entenderá que há outra coisa para uma mulher atrair um homem além da beleza, bondade e sabedoria. Ela não compreende sequer a lição que pedirá à cruel duquesa de Carigliano. Ela não é, porém, idiota nem insensível. Vive simplesmente alheia a esse mundo de artistas que seu pai julga severamente. "São muito gastadores para não serem sempre uns peraltas. [...] São uns tipos esquisitos, sei perfeitamente."
Assim são postos em paralelo os mundos inconciliáveis que o autor da Comédia Humana vai explorar incansavelmente. Ao "Chat-qui-pelote" é uma "excelente iniciação ao universo da Comédia Humana (...) sua adoção como texto de leitura em sala de aula contribui para que se descubra e ame Balzac".

## Enredo
O senhor Guillaume, comerciante de tecidos, sucessor do senhor Chevrel e amigo de Jean-Jerôme Cardot, ainda que rico e poderoso vive na mais completa austeridade, apoiado por sua esposa e suas duas filhas Augustina e Virgine (Virgínia). Contudo, seu pacato negócio será atrapalhado pela chegada de Teodoro de Sommervieux, aristocrata, pintor, apaixonado pela beleza em geral, volúvel, mas dedicado de corpo e alma à sua arte. Quando a história começa, Teodoro está admirando Augustina que aparece numa janela de uma velha casa num velho bairro de Paris. Teodoro parece não conseguir afastar seu olhar daquele retrato vivo. Perdidamente apaixonado por Augustina ou pela ideia que forma dela, pede sua mão e a desposa apesar da relutância do senhor Guillaume, e ainda mais de sua mulher, que não vê com bons olhos essa mudança de classe social de sua filha. Compreensivelmente, porém, apagadas as primeiras chamas do amor, Teodoro não encontra nenhuma substância em sua esposa, que lhe parece insípida. "Teodoro não pôde negar a evidência de uma verdade cruel: sua mulher não era sensível à poesia, não vivia na esfera dele, não o acompanhava em todos os seus caprichos, nas suas improvisações, nas suas alegrias, nas suas dores." Teodoro precisa de sensações fortes. Procura-as junto a uma criatura cruel, a duquesa de Carigliano, a quem Augustina depois suplica que a ajude ensinando algumas receitas de sedução. Mas os conselhos da duquesa não têm nenhum efeito sobre o comportamento de Augustina, que enfraquece e morre de desgosto aos 27 anos. Moral da história: "As humildes e modestas flores, desabrochadas nos vales, morrem talvez quando são transplantadas para muito perto do céu, na região onde se formam as tormentas, onde o sol é escaldante."